# Енней Юнайтед
«Енней Юнайтед» (англ. Annagh United Football Club) — північноірландський напівпрофесійний футбольний клуб, який грає у Чемпіоншипі Північної Ірландії, другому дивізіоні північноірландського футболу. Назва клубу походить від ірландського слова Eanach, що означає «марш». Клуб був заснований у 1963 році, базується в місті Портадаун, та проводить свої домашні матчі на стадіоні «BMG Арена». Кольори клубу — червоні вдома та білі на виїзді.

## Історія
З 1983 року домашнім стадіоном клубу став «Тандраджі Роуд», і коли клуб відкрив своє нове поле, зірковий гравець з Північної Ірландії того часу Джордж Бест деякий час перебував у складі «Енней Юнайтед».
У сезоні 2009—2010 років команда фінішувала майже на дні турнірної таблиці, і головний тренер Вілкінсон розлучився з клубом. Наприкінці липня головним тренером клубу був призначений колишній тимчасовий тренер «Лофголла» Девід Джонстон. Джонстон раніше грав за «Ардс», «Каррік Рейнджерс», «Ларн» та «Лофголл». Попередні сезони принесли команді кілька помітних кубкових перемог, зокрема, у 2006–07 роках при головному тренері Нілі Каррі, який пізніше очолював клуб Чемпіоншипу «Дандела», клуб дійшов до фіналу Кубка Середнього Ольстера, де грав проти клубу вищого дивізіону «Ньюрі Сіті», та до півфіналу Проміжного Кубка Ірландії, де грав проти «Коаг Юнайтед». Останньому клубу «Енней Юнайтед» раніше того ж сезону програв у півфіналі Кубка Боба Редкліффа.
З того часу Джонстон покинув клуб, а керівництво взяла на себе тимчасова команда тренерів у складі гравців Діна Сміта, Даррі Педена та Алана Мерфі. Діна Сміта було затверджено головним тренером на сезон 2013—2014 років, його асистентом став Алан Мерфі, а тренером — Дарра Педен. Клуб у сезоні 2014—2015 років вийшов до Чемпіоншипу, і протягом сезону 2016—2017 років зумів втриматись у лізі.
Клуб зазнав великих втрат у своєму другому сезоні в Чемпіоншипі, зазнавши дуже важких поразок від «Інституту», «Дергв'ю», «Нокбреди» та «Ворренпойнт Таун», при цьому клуб опинився на останньому місці в лізі. Однак «Енней Юнайтед» здійснили величезний прорив у Кубку ліги, перемігши «Гленторан» з рахунком 3–2, а Начо Ново забив свій перший гол за команду Східного Белфаста в останній грі Алана Кернахана на чолі «Гленторана».
Сезон 2018—2019 років команда провела під керівництвом головного тренера Кіарана Макгургана, якому допомагали Саймон Хаффі як помічник головного тренера, а також тренери Пол Матчетт, Джон Конвері та Алан Мерфі. Розпочався сезон добре: клуб добре показав себе в лізі, не програвши з серпня 2018 року по січень 2019 року. Команда фінішувала другою в лізі, та змагалася з представником Чемпіоншипу в двоматчевому плей-оф, програвши за загальним рахунком 5–3.
Сезон 2019–20 років клуб розпочав добре. Зігравши 14 ігор, клуб очолив лігу з 33 очками, здобувши 10 перемог і 3 нічиї, але в березені 2020 року розпочалась епідемія коронавірусної хвороби, що призвело до призупинення всіх футбольних змагань. На засіданні Ради директорів Ірландського Прем'єршипу у понеділок, 22 червня, Рада директорів вирішила, що після завершення процесу консультацій з усіма клубами-членами через керівні комітети та оцінки всіх варіантів завершення сезону, поточний сезон ліги буде негайно скорочено. Також було вирішено, що ліга залучить незалежну консалтингову компанію з футбольних даних, щоб рекомендувати та застосовувати математичну модель для визначення остаточного турнірного розподілу в кожному дивізіоні. У червні 2020 року «Енней Юнайтед» успішно здобув звання чемпіонів Проміжної ліги Північної Ірландії, та вийшов до Чемпіоншипу.
Оскільки команди Чемпіоншип або Проміжної ліги не проводили ігор ліги, а вболівальникам не дозволяли відвідувати ігри через ситуацію з COVID-19, то було вирішено зіграти Кубок Північної Ірландії, і в квітні 2021 року команда зіграла на виїзді в кубку проти «Лінфілда» з Прем'єршипа, в якому в запеклому двобої поступився 0-2.
У сезоні 2021-22 «Енней Юнайтед» посів друге місце в Чемпіоншипі, поступившись переможцям «Ньюрі Сіті», а також вийшла у фінал Кубка Середнього Ольстера, де програла «Ворренпойнт Таун». Клуб вийшов у плей-оф за місце в Прем'єршипі, де грав проти сусідів із «Портадауна», що стало визначним досягненням для такого клубу, як «Енней Юнайтед», який ніколи раніше не виходив на такі позиції. Ці два матчі зібрали велику кількість глядачів, і призвели до перемоги «Портадауна» з рахунком 3–2 на «BMG Арені» та 1–0 на «Шемрок Парк» у матчі-відповіді, що зберегло його статус як команди Прем'єршипу.
У сезоні 2022—2023 років клуб знову вийшов у плей-оф, і цього разу грав проти «Данганнон Свіфтс». Після переконливої перемоги з рахунком 2-1 на «BMG Арені» поразка з рахунком 0-2 у матчі-відповіді вимусила «Енней Юнайтед» продовжити чекати на своє перше підвищення до найвищого дивізіону Північної Ірландії.
У сезоні 2023—2024 років клуб мав жахливий виступ наприкінці жовтня, але після непоганого старту команда здійснила фантастичний прорив на початку року, та завершила сезон фінішувавши четвертою в Чемпіоншипі, після того, як ледь не змогла отримати місце у плей-оф, за яке боролися 4 команди.